# Zespół zaburzeń czynności stawu skroniowo-żuchwowego
Zespół zaburzeń czynności stawu skroniowo-żuchwowego, zaburzenia czynnościowe układu ruchowego narządu żucia, ZCURNŻ (ang. Temporomandibular Disorders, TMD, TMDs) –  grupa schorzeń obejmująca stawy skroniowo-żuchwowe, mięśnie żucia oraz struktury okołostawowe, objawiająca się bólem, ograniczeniem ruchomości żuchwy oraz różnymi odgłosami w obrębie stawu, takimi jak trzaski lub przeskakiwania. Zaburzenia te są jedną z najczęstszych przyczyn bólu twarzy o charakterze niezębowym.

## Czynniki ryzyka i utrzymujące ZCURNŻ
Czynniki inicjujące prowadzą do pojawienia się pierwszych objawów i są najczęściej związane z urazami lub nieprawidłowym obciążeniem układu żucia.
Czynniki utrzymujące (perpetuating factors) to elementy, które podtrzymują lub nasilają objawy . Do najczęściej wymienianych należą:
- Czynniki behawioralne – zgrzytanie zębami (bruksizm), zaciskanie szczęk, nieprawidłowa postawa głowy, szczególnie w pracy przy komputerze[4] (średnia częstość występowania zaburzeń skroniowo-żuchwowych wśród pacjentów z bruksizmem wynosiła 63,5%)[5].
- Czynniki społeczne – wpływ otoczenia na postrzeganie bólu oraz wyuczone reakcje na bodźce bólowe.
- Czynniki emocjonalne – obecność zaburzeń nastroju, takich jak depresja czy lęk, może nasilać dolegliwości.
- Czynniki poznawcze – negatywne myśli, przekonania i nastawienie, które mogą utrudniać leczenie i wydłużać czas trwania choroby.

Czynniki predysponujące to procesy patologiczne, psychologiczne lub anatomiczne, które w istotny sposób wpływają na funkcjonowanie układu żucia, zwiększając ryzyko rozwoju zaburzeń stawu skroniowo-żuchwowego.
W badaniach Pullingera, Seligmana i Gornbeina wykazano, że związek pomiędzy wadami zgryzu a ZCURNŻ jest ogólnie słaby. Niemniej jednak, pewne cechy okluzyjne mogą mieć niewielkie znaczenie w patogenezie:
- Zgryz otwarty (open bite),
- Nadmierny nagryz poziomy powyżej 6–7 mm (overjet),
- Przesunięcie między retruzyjną pozycją kontaktową a pozycją centralną powyżej 4 mm,
- Jednostronny zgryz krzyżowy językowy,
- Brak pięciu lub więcej zębów trzonowych,
- Nieprawidłowo wykonane uzupełnienia protetyczne i niedopasowane protezy[7].

## Epidemiologia
Globalna epidemiologia ZCURNŻ szacowana jest na 34%. Aktualna metanaliza wskazuje, że czynniki geograficzne mogą mieć wpływ na epidemiologię ZCURNŻ. Wykazano istotnie wyższą częstość występowania ZCURNŻ w Ameryce Południowej (47%) w porównaniu z Azją (33%), Europą (29%), Ameryka Północną (26%). Z danych wynika również, że zaburzenia ZCURNŻ występują częściej u kobiet niż u mężczyzn, szczególnie w przedziale wiekowym 18–60 lat.  Najwyższy stosunek liczby kobiet do mężczyzn odnotowano w Ameryce Południowej (1,56:1), natomiast najniższy w Europie (1,09:1), co sugeruje niemal równą częstość występowania zaburzeń w obu płciach w tej części świata. Niektóre badania łączyły wystawienie ZCURNŻ z płcią żeńską jednak dwa aktualne przeglądy systematyczne zaznaczą, że nie ma wystarczających dowodów, aby jednoznacznie potwierdzić lub wykluczyć wpływ estrogenu na występowanie zaburzeń stawu skroniowo-żuchwowego. Wykazano jednak, że poziomy estrogenu są powiązane z modulacją bólu w stawie skroniowo-żuchwowym oraz w całym obszarze orofacjalnym.

### Prognoza wystąpienia ZCURNŻ w 2050, 2075 oraz 2100
Do roku 2050 przewiduje się, że globalna częstość występowania zaburzeń stawu skroniowo-żuchwowego  osiągnie 44%, co według szacunków odpowiada około 4 252 160 000 osób. Do roku 2030 ZCURNŻ może dotyczyć 39% populacji. Prognozy na rok 2075 wskazują na wzrost globalnej częstości występowania  ZCURNŻ  do 47%, a do roku 2100 nawet do 49% światowej populacji. Urbanizacja wpływa na częstość występowania  ZCURNŻ  w sposób zależny od regionu: w Azji zaobserwowano istotny spadek, natomiast w obu Amerykach i Europie związek ten był znikomy. Na poziomie globalnym brak jednoznacznego wpływu urbanizacji na częstość występowania  ZCURNŻ sugeruje istotną rolę czynników środowiskowych i kulturowych.

## Narzędzia diagnostyczne RDC/TMD i DC/TMD
RDC/TMD (Research Diagnostic Criteria for Temporomandibular Disorders) oraz jego zaktualizowana wersja DC/TMD (Diagnostic Criteria for Temporomandibular Disorders) to standaryzowane systemy służące do diagnostyki zaburzeń stawu skroniowo-żuchwowego. Zostały opracowane w celu ujednolicenia klasyfikacji klinicznej oraz umożliwienia prowadzenia badań naukowych na całym świecie.
RDC/TMD, wprowadzony w 1992 roku, opierał się na dwusystemowym podejściu:
- Oś I obejmowała ocenę kliniczną (m.in. bólu, ograniczeń ruchomości, objawów stawowych),
- Oś II analizowała aspekty psychospołeczne, takie jak stres, lęk czy depresja, które mogą wpływać na przebieg choroby[13]. Polska walidacja językowa i kulturowa został stworzona i opublikowana w 2013 roku[14].

W 2014 roku system został zaktualizowany i przekształcony w DC/TMD, który dostosowano do aktualnych standardów medycznych. DC/TMD oferuje większą trafność i powtarzalność diagnostyczną, a jego struktura nadal opiera się na dwóch osiach:
- Oś I – diagnoza kliniczna oparta na objawach, testach funkcjonalnych i kryteriach diagnostycznych,
- Oś II – ocena czynników psychologicznych i wpływu bólu na codzienne funkcjonowanie pacjenta[13].

DC/TMD jest obecnie uznawany za złoty standard w diagnostyce TMD i został przetłumaczony oraz zaadaptowany w wielu językach, w tym również w języku polskim (w 2024 roku). Narzędzie to jest szeroko wykorzystywane zarówno w praktyce klinicznej, jak i w badaniach epidemiologicznych oraz klinicznych.

## Leczenie
Leczenie TMD jest najczęściej zachowawcze i obejmuje:
- Fizjoterapia – ćwiczenia rozluźniające, terapia manualna, masaż, ultradźwięki.
- Farmakoterapia – leki przeciwbólowe, przeciwzapalne, czasem leki uspokajające.
- Szyny relaksacyjne (okluzalne) – stosowane głównie w leczeniu bruksizmu.
- Modyfikacja stylu życia – unikanie twardych pokarmów, redukcja stresu, ograniczenie parafunkcji.
- Psychoterapia – w przypadkach powiązanych z zaburzeniami lękowymi lub depresją.
- Leczenie chirurgiczne – rzadko, tylko w ciężkich przypadkach (np. artroskopia, artroplastyka)[16][17].

## Ciekawostki
Od 2025 roku w badaniach dotyczących stawu skroniowo-żuchwowego oraz mięśni żucia zaleca się stosowanie ujednoliconych progów interpretacyjnych dla wielkości efektu. Przyjmuje się, że wartości: 0,1 dla małego efektu, 0,3 dla średniego oraz 0,7 dla dużego efektu (zarówno dla wskaźników Cohen’s d, jak i Hedges’ g) zapewniają spójność w analizie wyników. 
W 2024 roku Zoe Ball brytyjska prezenterka publicznie zadeklarowała, że doświadcza ZCURNŻ co zwróciło uwagę opinii publicznej na tą dysfunkcji. 
OPPERA Study to międzynarodowy program badawczo-edukacyjny poświęcony zaburzeniom stawu skroniowo-żuchwowego. Jego celem jest standaryzacja diagnostyki, leczenia oraz edukacji w zakresie ZCURNŻ, z uwzględnieniem podejścia interdyscyplinarnego i populacyjnego. Program promuje współpracę między ośrodkami naukowymi, rozwój narzędzi badawczych oraz wdrażanie wytycznych opartych na dowodach naukowych.